# Rulai Feng
Rulai Feng (chinesisch 如來峰)  ist ein 122 m hoher Berg an der Ingrid-Christensen-Küste des ostantarktischen Prinzessin-Elisabeth-Lands. Er ragt westnordwestlich des Frozen Lake im Zentrum der Halbinsel Stornes in den Larsemann Hills auf.
Chinesische Wissenschaftler benannten ihn 1991.